# Seseli anomalum
Seseli anomalum är en flockblommig växtart som beskrevs av Rupert Huter. Seseli anomalum ingår i släktet säfferötter, och familjen flockblommiga växter. Inga underarter finns listade i Catalogue of Life.